# 第三者評価連絡調整責任者
ALO（Accreditation Liaison Officer：第三者評価連絡調整責任者）とは、各短期大学において、自己点検・評価の適切な実施、自己点検・評価報告書の作成、資料（添付資料及び参考資料）の選別もしくは作成、学内調整、財団法人 短期大学基準協会及び評価員との連絡、評価に係る情報収集等に中心的な役割を担う役職として配置され、基準協会に登録される人物を指す。
短期大学基準協会によって第三者評価を受けようとする短期大学では、理事長または学長が教員の中からALOを1名任命し、基準協会に登録する。

## 仕事の概要
- 学内の作業
  - 第三者評価に向けて継続的に行うもの
    - 第三者評価の方針、手順、活動に関する啓蒙活動
    - 学生の学習成果を評価するキャンパス・カルチャーの形成
    - 第三者評価並びに自己点検・評価活動の記録の作成・管理
    - 年次報告書あるいは事業報告書などの作成の準備の促進
    - 提出する書類の点検

  - 自己点検・評価活動並びにその報告書を作成するために行うもの
    - 基準協会が主催する研修に出席
    - 自己点検・評価活動の促進
    - 基準協会との連絡による継続的な評価活動の実現
- 評価チームによる訪問調査への対応
  - 評価チームの訪問日の設定
  - 訪問調査に関わる連絡ならびに調整
  - 評価チームが作業できる専用の部屋の用意
  - 評価チームへの学内の評価に関する施設・資料などの開示
  - 評価員が情報収集のために特定の関係者に面談を必要とする場合の迅速な対応

## 求められる資質
- ALOのアイデンティティ
  - ALOとしての責務理解と任務遂行力
  - 教職員からの信頼
  - 教育者としてのバランス感覚
- ALOに求められるコミュニケーション能力
  - 対人コミュニケーション能力
  - 組織におけるコミュニケーション能力
  - 電子メールによるコミュニケーション能力
  - 対話（Dialogue）によるコミュニケーション能力

## 学内における支援組織体制
ALOが、第三者評価に関わる全ての作業ならびに学内における自己点検・評価及び教育機関としての向上・充実に向けて一人で対応することは困難なので、ALOを支援する組織的体制（Steering Committee）の設置が推奨されている。
ALOは第三者評価に関する作業にかなりの時間と労力を費やすので、ALOとしての任務を学内の構成員全てに理解してもらい、任務が円滑に遂行されるように通常業務などを軽減してもらうなどの支援体制が求められている。